# Верхівка (Гайсинський район)
Верхі́вка — село в Україні, у  Ободівській сільській громаді Гайсинського району Вінницької області. Населення становить 1260 осіб.
По території села протікає річка  Берладинка .
Заснування села припадає на XIII—XV ст. На північній окраїні села збереглися залишки земляних валів колишньої фортеці, площею до одного гектара. Фортеця являла собою оборонний пункт для захисту польсько-литовських володінь від нападу кримських татар та турків. Від слова «верхівці», що розміщалися у фортеці і походить назва села Верхівка.

## Герб
Село має історичний герб 1761р. У червоному щиті срібний повсталий орел із золотими дзьобом і лапами, що тримає щиток, увінчаний золотою короною: у лазуровому полі срібний семираменний хрест.

## Історія села
В XVII ст. землі Поділля були загарбані польськими магнатами. Багато маєтків належало графу Феліксу Потоцькому. У XVII ст. Верхівські землі і селян Потоцький подарував поміщику графу Собанському. В 1861 році Собанський почав будівництво палацу. Велось будівництво з 1861 по 1894 за задумом архітектора Косаревського — зі змішаними елементами романського і пізньоготичного архітектурних стилів. Одночасно з будівництвом палацу на громадському вигоні проводилась закладка парку на площі 21 га деревами, які привозились в зрілому віці з різних місцевостей України і Західної Європи. До 1917 в маєтку жили брати Генріх і Вітовт Собанські.
В 70-х роках XIX ст. в Верхівці була відкрита церковно-парафіяльна школа — звичайна сільська хата, де один вчитель навчав 30-40 дітей. Одночасно із будівництвом палацу братів Собанських, у другій половині XVIII століття, проводилося будівництво церкви Івана Богослова. Кошти на будівництво церкви давали польські магнати та жителі села Верхівка і навколишніх сіл. Це бойківський тип церкви з істотними видозмінами на Поділлі. Церква має п'ять верхів, при цьому центральна башта височіє над рештою. Це багаті барокові башти. Поверхні стін багато оздоблені, таке оздоблення було започатковано у Римі і під його художнім впливом набуло поширення у Західній Європі доби Ренесансу.
Під час революції 1905 р. комітет незаможного селянства на чолі односельця Олександра Копачинського наділяє поміщицьку землю селянам, видає реманент з поміщицького господарства, бере під свій захист парк і палац.
В 1917 році пани Собанські залишили свої землі і виїхали до Польщі (при втечі загинули), а палац був підданий погрому. Завдяки Григорію Котовському палац був взятий під охорону.
У колишньому поміщицькому маєтку було засновано кінний завод, а в 1921 р. на його базі відкрито школу с/г учнівства — трудову колонію для безпритульних дітей. В цій школі нараховувалось 150 дітей, батьки яких загинули під час революції та громадянської війни. Школа проіснувала до 1926 р. В 1922 р. селі було відкрито агропрофшколу з дворічним терміном навчання. Школа розмістилася в приміщенні колишнього керуючого панським маєтком (тепер — приміщення сільської Ради). В агропрофшколу набирали випускників початкових шкіл, реальних училищ, гімназій, тому вік її перших учнів був різний — від 13 р. до 20р. Перший випуск в 1923 р. нараховував 13 учнів: Авксентюк Петро, Білик Кузьма, Гончар Володимир, Дідеченко Василь, Добровольська Марія, Копержинський Анатолій, Ксемінер Інда, Лейдерман Майя, Сутика Василь, Тарасінкевич Варвара, Христофорова Олена, Холоднюк Іван, Цимбал Леонід.
У 1926 р. після ліквідації с/г учнівства агропрофшколі було передано панський палац і садибу, у якій і зараз розміщено технікум. В 1930 р.-1931 р. агропрофшкола була реорганізована в с/г технікум буряківництва.
В 1930—1932 років населення Верхівки об"єдналось в три колгоспи, багато жителів були «розкуркулені» — їх майно відібрали, будинки розвалили, чоловіків засудили та відправили до Сибіру, а жінки та діти залишились без даху над головою та засобів для існування. Населення також постраждало від Голодомору.
В 1931 р. до Верхівського технікуму приєднано Гуменський технікум садівництва і городництва. В 1934—1935 технікум було реорганізовано в с/г технікум рільництва. На початку 1935—1936 р. до Верхівського технікуму переведено учнів ліквідованого Полонського с/г технікуму Хмельницької обл. В 1936 р.-1937 р. Верхівському технікуму передано майно ліквідованого Вінницького с/г технікуму. В останні роки перед Великою Вітчизняною війною технікум був одним з найкращих навчальних закладів України.
В роки тимчасової окупації в навчальному корпусі жили румуни і учні румунської с/г школи, яка була організована для румунських дітей. Але, за свідченням місцевого населення, під назвою с/г школи ховалась школа для підготовки диверсантів з румунської молоді. А в башті флігеля технікуму в 1943 р. радянські парашутисти встановили радіостанцію, яка передавала інформацію на Велику землю. В листопаді 1943 р. для координації діяльності підпільних груп, які вели диверсійні роботи в тилу, над цибулівським лісом опустився парашутний десант в складі 8 чоловік на чолі з капітаном Богдановим. У технікумі ними була встановлена радіостанція для зв'язку з Великою Землею. Розвідники разом з підпільною групою займались диверсіями: між залізничними станціями Демківка — Ладижин, Вапнярка — Христинівка. Збирали інформацію військового значення і передавали в центр. 30 грудня 1943 року німецький каральний загін спалив у селі більше 20 будинків, заарештував його жителів Т. Ткача, П. Ткача, А. Савранську, К. Машталера, П. Тарнавську, В. Бондаря, І. Поворознюка. Більшість з них загинули в Тираспольській в'язниці незадовго до визволення. Трагічно загинув підпільник Іван Кушлан, гітлерівці його живим кинули у вогонь.
14 березня 1944 р. територія с. Верхівки була звільнена від ворога, військами II Українського фронту. 23 березня 1944 р. Верхівський технікум відновлює свою роботу. Директор технікуму — Ганченко Л. Є., завуч — Фастовець М. А., викладачі Лісова С. С., Сошинська А. П. проводять значну роботу для відновлення спустошеного господарства та навчальної бази, налагодження навчально-виховного процесу. Було проведено набір відразу на І, II, III та IV курси, а 28 березня 1945 р. відбувся перший післявоєнний випуск. Великих збитків завдали окупанти громадському господарству. Посівного матеріалу не було, сільськогосподарські машини та інвентар знищені. Весь тягар відбудови ліг на плечі жінок та підлітків. В полі працювали з сапами та лопатами .Майже половина поля залишалась незасіяною. Тільки в 1948 році було повністю освоєно посівні площі, доведено до довоєнного рівня поголів'я худоби, відремонтовано приміщення.
В 1947 р. при Верхівському технікумі відкрите відділення механізації сільського господарства. В 1956 р. до технікуму переведено учнів старших курсів ліквідованої Вінницької школи по підготовці керівних кадрів. У 1958 р. відділення механізації переведено з Верхівки в Ладижинський технікум механізації с/г. А в 1959 р. до Верхівського технікуму переведено учнів старших курсів Чернятинського с/г технікуму. В 1973 р. у Верхівський с/г технікум переведено Комаргородський с/г технікум. В 1991 в технікумі було відкрито відділення «Землевпорядкування». До відкриття нового відділення закінчили будівництво нового корпусу лабораторного. А потім в житті Верхівського технікуму появилась чорна смуга. Постановою Кабінету Міністрів від 29 травня 1997 р. № 52,6 та наказом Мінсільгоспітреду України від 17 червня 1997 р. № 190 «Про вдосконалення мережі вищих аграрних навчальних закладів» Верхівський с/г технікум було ліквідовано. Відділення «Землевпорядкування» було передано Ладижинському радгоспу-технікуму, а відділення «Захист рослин» та «Агрономія» перейшли до Іллінецького радгоспу-технікуму. Але завдяки зусиллям: дирекції технікуму, зокрема його директора Олександра Михайловича Кушніра, громадськості села (по даному питанню був зібраний сход села за ініціативою голови сільської Ради Вишневського .Михайла Сергійовича — випускника технікуму), депутатів Верховної Ради: Василя Лантуха, та Івана Ямкового, технікум було збережено. І згодом (через 2 місяці) вийшов наказ № 141 від 5 вересня 1997 р. «Про створення Верхівського сільськогосподарського технікуму як структурного підрозділу Вінницького державного сільськогосподарського інституту». 1998 рік. Верхівський технікум відкрив нове, четверте відділення «Організація виробництва».
Технікум сьогодні — це вищий навчальний заклад І рівня акредитації, який постійно розширюється, зміцнює свою матеріальну базу. Має технікум два навчальних корпуси, один з них для лабораторно-практичних робіт. Є клуб на 300 місць, їдальня, спортзал, стадіон, Все це розташовано на території мальовничого парку. Територія парку — 25 га, 20 га залишилось ще з панських часів, а 5 га колектив працівників технікуму досадив власними силами. Парк Верхівського с/г технікуму є державним пам'ятником природи. Це парк ландшафтного типу, у якому налічується 86 видів декоративних дерев та кущів, понад 400 видів трав'янистих рослин і багато квітів . Флора парку багата рідкісними видами рослин, серед яких бук лісовий, дуб кошенільний, горобина звичайна, горіх сірий, берека звичайна, тамарикс стрункий, дуб червоний (болотяний), катальпа бігнонієвидна, горобина широколиста, туя західна, модрина європейська, таволга середня, клен червоний, явір (клен несправжній), яловець сланкий, сосна веймутова, клен сріблястий. Також є багато вікових дерев: старі дуби і ясени, клени, каштани, ялини, сосни, верби, липи, тополі та інші. Не одне дерево зустріло тут свій столітній ювілей. Постановою колегії Державного Комітету РМ УРСР по охороні природи № 22 від 22.11. 1972 р. парк технікуму занесено в республіканську номенклатуру пам'ятників садово-паркового мистецтва України. Парк постійно доглядається студентами та працівниками технікуму. За кожною студентською академічною групою закріплена певна ділянка, де впродовж навчального року проводяться всі необхідні роботи.
12 червня 2020 року, відповідно розпорядження Кабінету Міністрів України № 707-р «Про визначення адміністративних центрів та затвердження територій територіальних громад Вінницької області», село увійшло до складу Ободівської сільської громади.
19 липня 2020 року, в результаті адміністративно-територіальної реформи і ліквідації Тростянецького району, село увійшло до складу Гайсинського району.

## Палац Сабанських
Звів палац пан Сабанський у 1894 р. у стилі еклектизму (поєднанні елементів романського і пізньоготичного архітектурних стилів). Також було закладено 21 га парку. Всього у парку майже 100 видів насаджень. В селах Верхівка та Козинці по вул. Леніна частково збереглася липова алея часів правління Катерини ІІ. По ній у 1824 з Одеси до Тульчина їхав Павло Пестель на зустріч з Олександром Пушкіним.

## Відомі особистості
В поселенні народився:
- Залепа Василь (1980 — 2023) — український військовик, учасник російсько-української війни[4].
- Козар Лідія Петрівна (* 1958) — українська фольклористка.

## Галерея

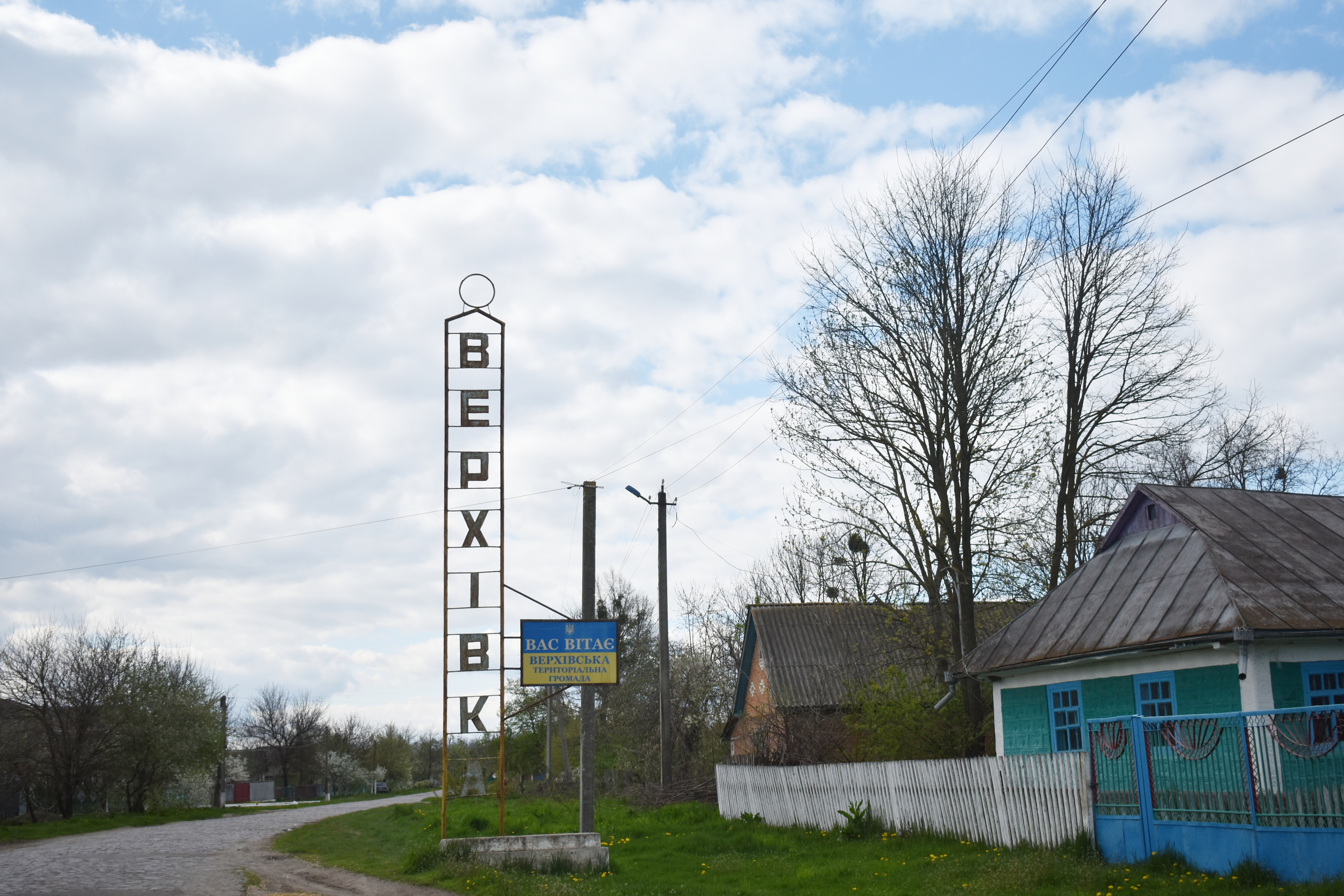
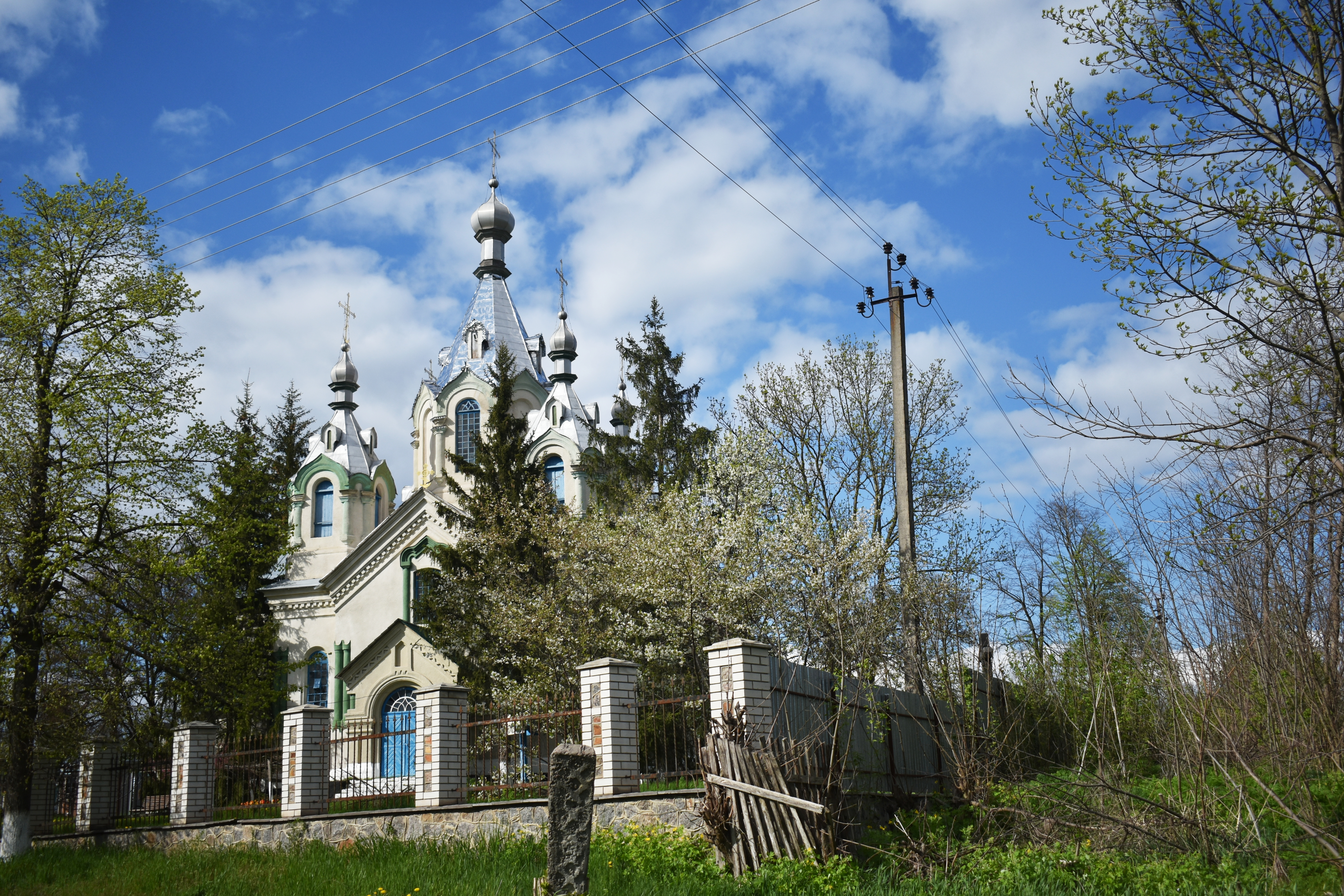
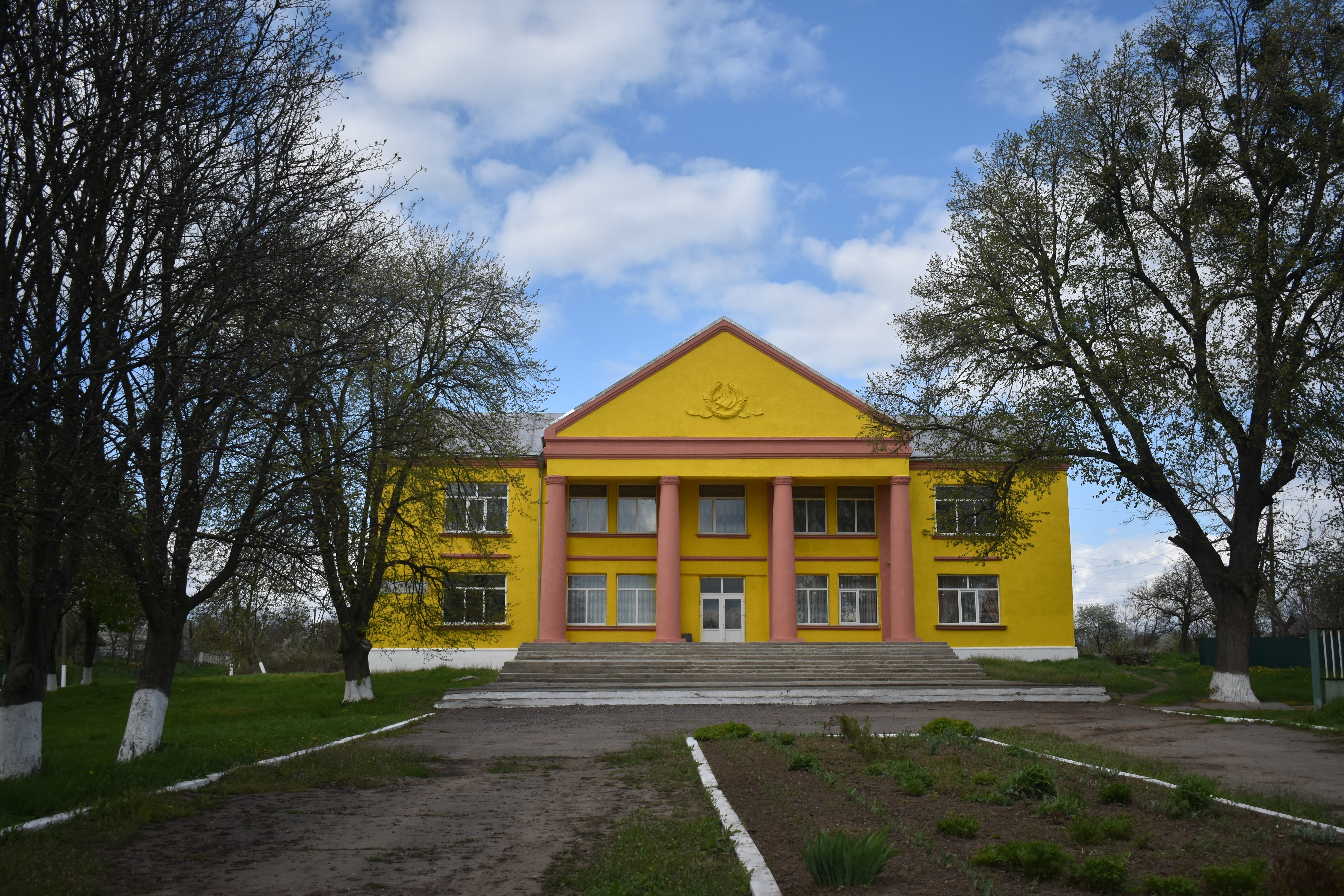
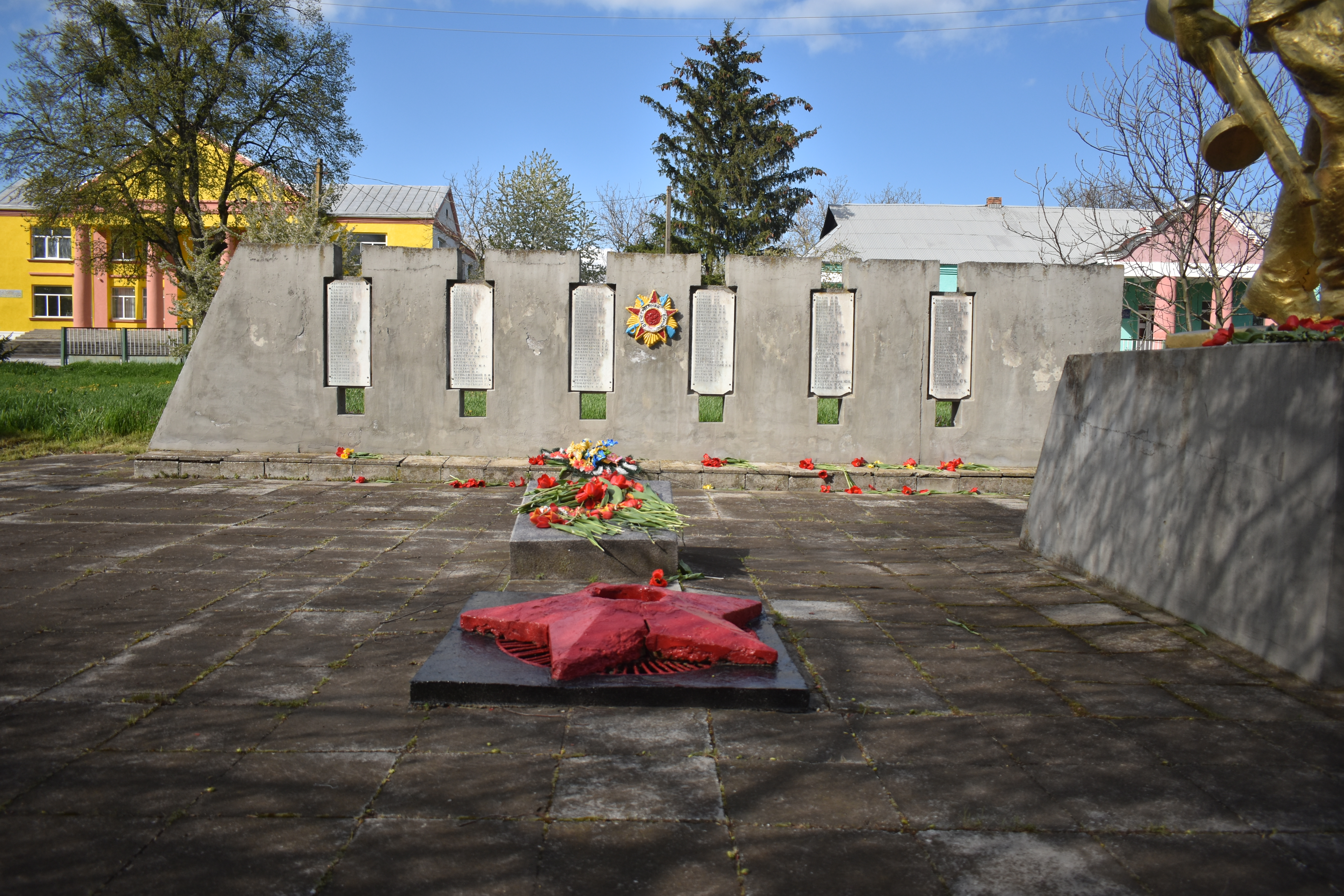
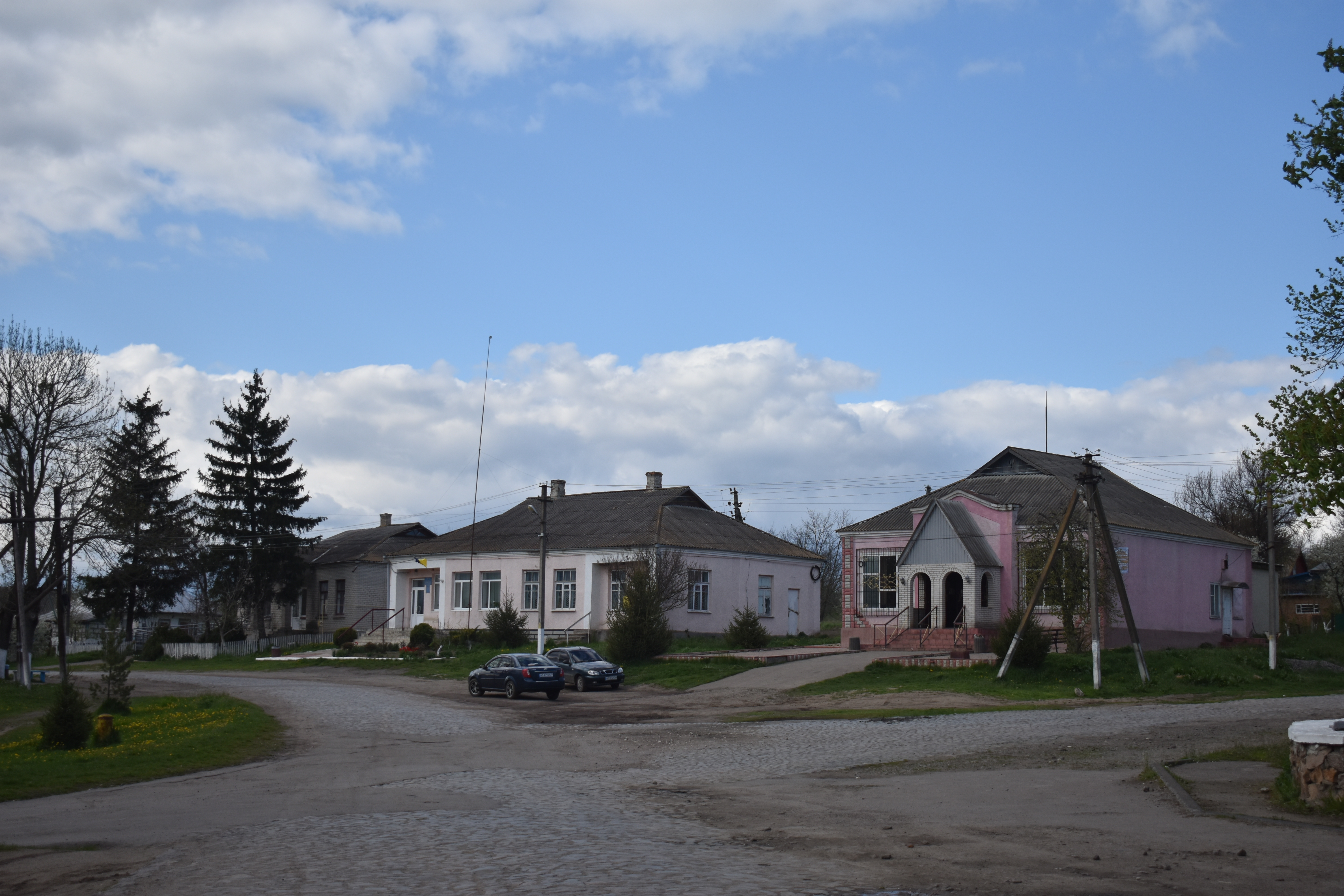
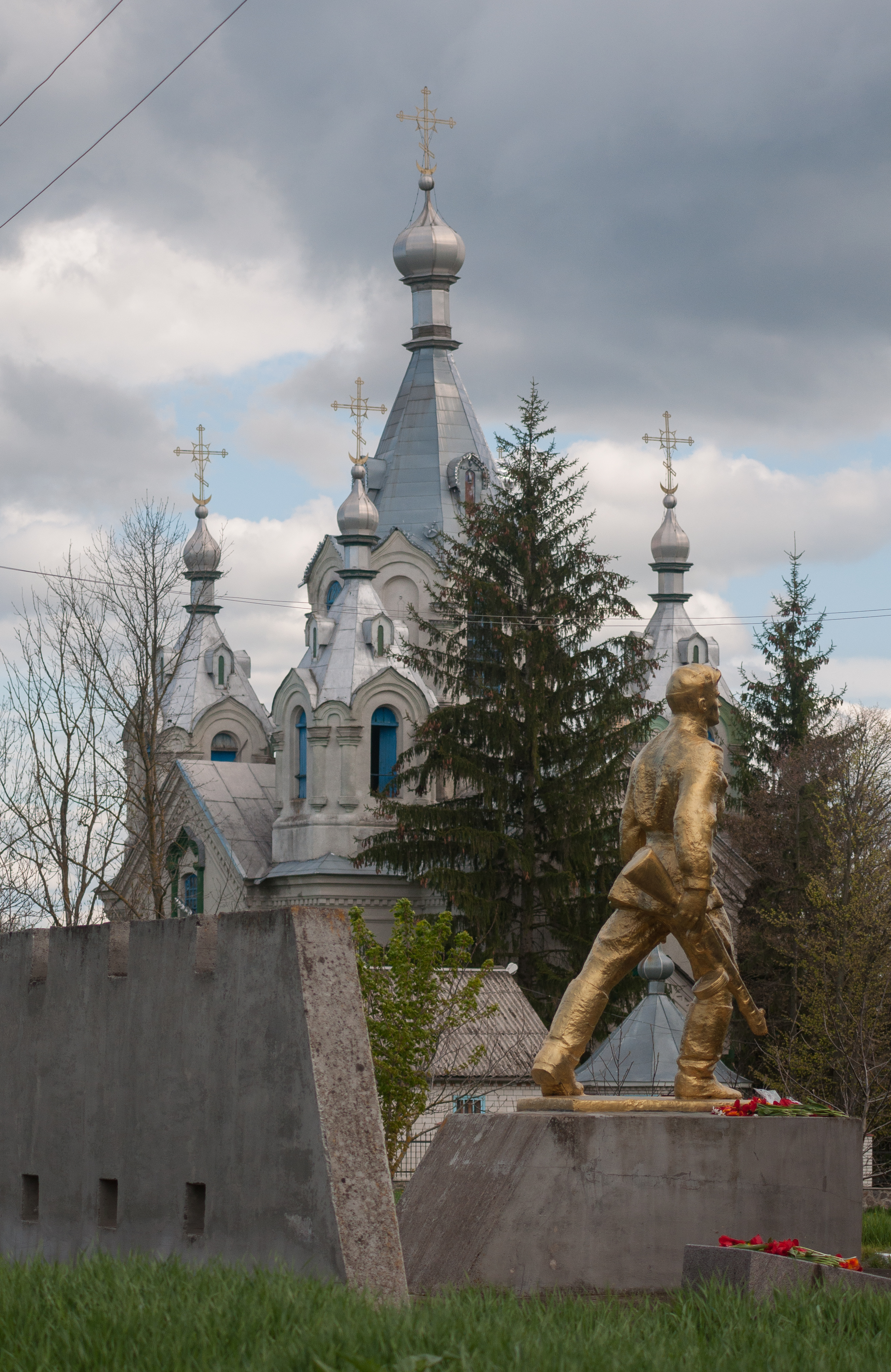
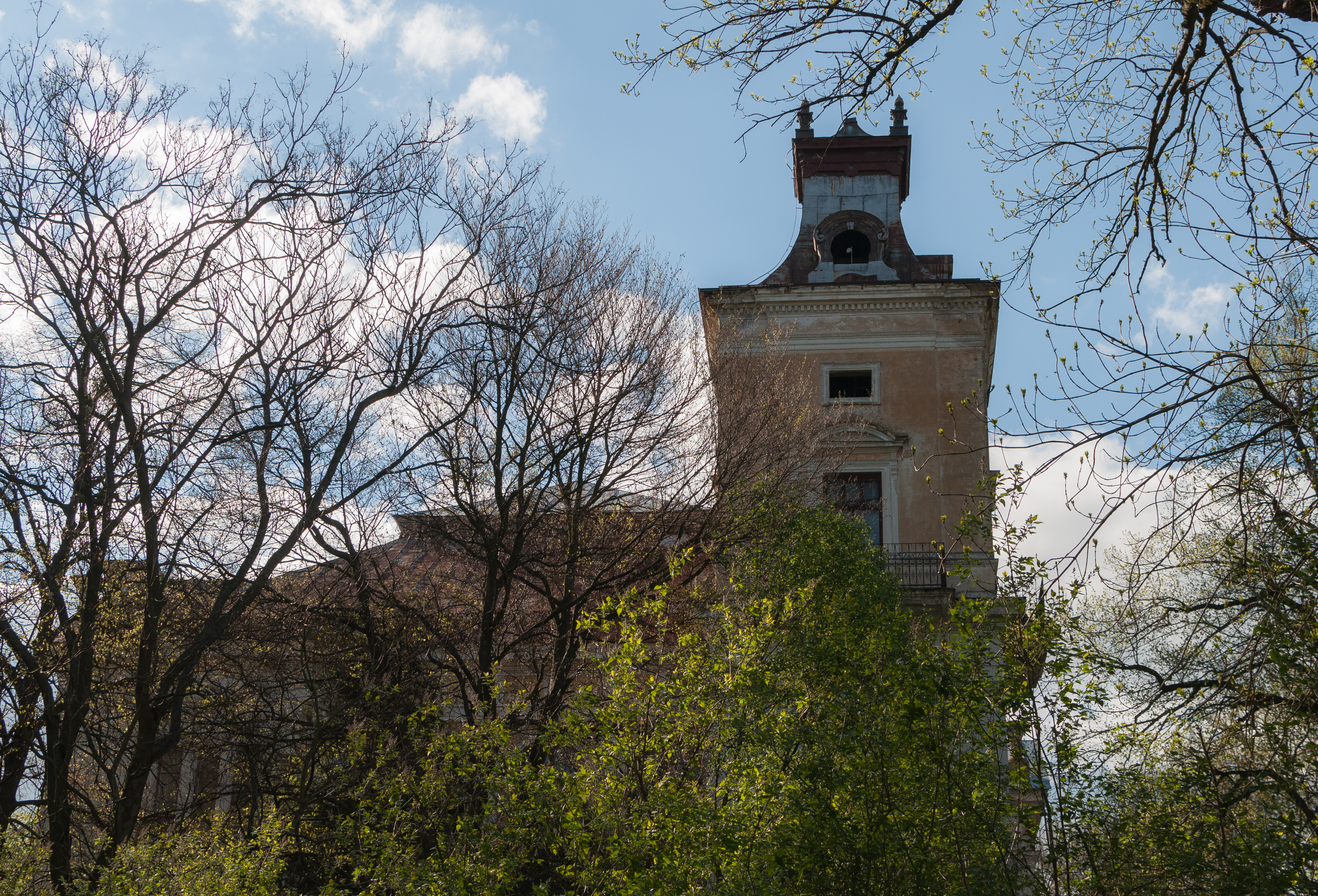